# Theristus subcurvatus
Theristus subcurvatus är en rundmaskart. Theristus subcurvatus ingår i släktet Theristus, och familjen Monhysteridae. Arten är reproducerande i Sverige.